# Аполлон Ликейский
Аполлон Ликейский (Ликийский) (также Apollo Lyceus или Lycean Apollo) — римская копия первого века до нашей эры с бронзового оригинала около 300 года до нашей эры, приписываемого Праксителю.
Скульптура является мраморной работой неизвестного скульптора, высота статуи 216 см. Считается типом Аполлона Ликейского, находится в Лувре.

## История и описание
Аполлон изображен в виде божества, опирающегося на опору в виде ствола дерева, его правое предплечье касается верха головы, волосы заплетены в косы и закреплены в стрижке, типичной для юношеского возраста. Скульптура Аполлона названа Ликейской не в честь древней страны Ликии, а потому что его фигура отождествления с утраченным произведением, выставленным в лицее одной из гимназий Афин и описанным древнегреческим писателем Лукианом. Согласно Лукиану, это Бог, опирающийся на опору с луком в левой руке и правой, опускающейся на голову, изображенный как бы отдыхающим после долгого напряжения.
Эта работа, основанная на удлиненных пропорциях, элегантной позе и несколько женственной анатомии тела, как охарактеризовал статую итальянский археолог Брунильд Риджуэй, имеет сходство с типом «Гермеса из Олимпии» Праксителя. Одна копия Ликейского Аполлона даже некоторое время считалась копией Гермеса. Тем не менее, большинство экземпляров Аполлона ликейского типа обладают выраженной мускулатурой, которая не напоминает типы мужского тела обычно приписываемые Праксителю. Существовала версия, что это работа его современника Евфранора.
Знаменитая поза с опущенной на голову рукой была настолько отождествлена с Аполлоном, что часто была приписана другим известным работам мифологических персонажей. Эта поза также используется в типах статуй «Раненой амазонки», и иногда — «Спящей Ариадны».
Скульптуры типа Аполлона Ликейского находятся во многих музеях мира.
- Тип Аполлона Ликейского